# The Young Gods
The Young Gods (engl.: „Die jungen Götter“) ist eine Post-Industrial-Band aus der Schweiz, die 1985 in Freiburg gegründet wurde und derzeit aus Franz Treichler (Gesang), Cesare Pizzi (Sampler) und Bernard Trontin (Schlagzeug, vormals The Needles) besteht. Die Band wurde bei ihrer Namensgebung inspiriert durch den Song Young God der amerikanischen Band Swans.

## Geschichte
2006 spielten die Young Gods vor allem in der Schweiz zwei Spezialprogramme: Unter dem Namen „Play Woodstock“ spielten sie zusammen mit der Sängerin Erika Stucky Songs aus dem Konzertfilm Woodstock nach und zeigten dazu Original-Bilder aus dem Film. Ausserdem spielten sie in „Unplugged“-Konzerten mit akustischen Gitarren sowie Schlagzeug und Melodica.
Die meisten bis 2007 erschienenen Alben und Everybody Knows aus 2010 wurden produziert vom Schweizer Roli Mosimann (The The, Faith No More, Marilyn Manson, New Order, Nerve).

## Stil und Bedeutung
Die Musik besteht hauptsächlich aus Schlagzeug, Sampler und Gesang und zeitweilig auch Gitarre, wobei die Art der Musik von Album zu Album stark variiert. Auf dem Album Play Weill covert die Band Stücke von Kurt Weill aus der Dreigroschenoper und aus Aufstieg und Fall der Stadt Mahagonny, z. B. Seeräuberjenny und Alabama Song.
Innerhalb ihres Genres haben die Young Gods einen relativ grossen Bekanntheitsgrad erreicht. Sie werden z. B. von Mike Patton (Faith No More), Devin Townsend, Nine Inch Nails oder Ministry als prägender Einfluss bezeichnet.

## Soloprojekte
Einige Musiker verfolgen auch Solo-Projekte: Franz Treichler komponierte unter anderem Musik zu Tanz-Stücken des Choreografen Gilles Jobin. Al Comet tritt solo mit Sitar auf und veröffentlichte mehrere Solo-Alben. Bernard Trontin arbeitet vor allem mit Jazzmusikern wie Pierre Favre. Er veröffentlichte unter dem Namen trontin-jones im November 2006 ein Album gemeinsam mit Simon Huw Jones, dem Sänger der englischen Band And Also the Trees.

## Diskografie
| Jahr | Titel                                | Höchstplatzierung, Gesamtwochen, AuszeichnungChartsChartplatzierungen (Jahr, Titel, Platzierungen, Wochen, Auszeichnungen, Anmerkungen) | Anmerkungen                         |
| Jahr | Titel                                | CH | Anmerkungen                         |
| ---- | ------------------------------------ | --- | ----------------------------------- |
| 1987 | The Young Gods                       | CH22 (2 Wo.)CH |                                     |
| 1992 | T. V. Sky                            | CH26 (6 Wo.)CH |                                     |
| 1995 | Only Heaven                          | CH11 (8 Wo.)CH |                                     |
| 2000 | Second Nature                        | CH59 (3 Wo.)CH |                                     |
| 2007 | Super Ready / Fragmenté              | CH21 (4 Wo.)CH |                                     |
| 2008 | Knock on Wood                        | CH21 (5 Wo.)CH |                                     |
| 2010 | Everybody Knows                      | CH9 (5 Wo.)CH |                                     |
| 2019 | Data Mirage Tangram                  | CH5 (7 Wo.)CH |                                     |
| 2022 | The Young Gods Play Terry Riley in C | CH30 (2 Wo.)CH |                                     |
| 2025 | Appear Disappear                     | CH1 (4 Wo.)CH | Erstveröffentlichung: 13. Juni 2025 |

Weitere Alben
- L’Eau rouge (1989)
- Play Kurt Weill (1991)
- Live Sky Tour (1993)
- Heaven Deconstruction (1996)
- Live Noumatrouff, 1997 (2001)
- Music for Artificial Clouds (2003)
- XXY (Best-of-Album, 2005)
- Truce Diaries (2006)

### Soloalben
- Trontin-Jones: November (2006)
- Al Comet: White Planet (2004)
- Franz Treichler: Braindance (2001)